# Arnold Savage (mort en 1375)
Sir Arnold Savage (parfois Ernaud Savage), seigneur de Bobbing, est un chevalier et administrateur anglais mort en 1375.
Il est recruteur dans le Kent en 1346, lieutenant du sénéchal de Gascogne en 1350, préfet des côtes du Kent en 1355 et maire de Bordeaux de 1359 à 1363.
Il siège au parlement anglais de janvier 1352 et participe à des négociations entre l'Angleterre et la Castille et la France.

## Biographie
Arnold est le fils de Roger Savage (mort en 1308) et de Clarice de la Warre.
Il sert en France en 1345 et est recruteur dans le Kent en 1346. Nommé en 1350 lieutenant du sénéchal de Gascogne, John de Cheverston, il siège au parlement en janvier 1352. Il est nommé Gardien des côtes du Kent le 13 avril 1355, puis maire de Bordeaux le 12 mars 1359 — une charge qu'il exerce jusqu'en 1363.
A trois reprises au moins, il participe à des négociations de paix pour la couronne d'Angleterre : avec Pedro de Castille en 1352, puis avec la France en 1371 et 1373.
Il meurt en 1375, son fils Arnold lui succéde.

## Descendance
Arnold épouse successivement Margery, fille de Michael Poynings et Joan de Rokesley, puis une Eleanor.
Son fils Arnold Savage se marie à Joan Eychingham et meurt en 1410.